# نظم الطاقة الريحية الهجينة

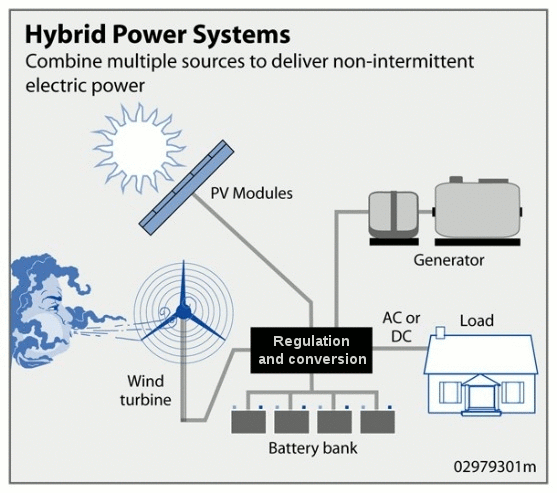
نظام يجمع بين طاقة الرياح وطاقة الشمسية

تجمع نظم الطاقة الريحية الهجينة بين العنفات الريحية وطرق التوليد الأخرى أو/و طرق التخزين.أحد القضايا الأساسية في طاقة الرياح هو طبيعة التوليد المتقطع فيها. أدّى هذا إلى ابتكار طرق عديدة لتخزين الطاقة.

## النظام الريحي الهجين
يولد النظام الريحي الهجين الطاقة الكهربائية بالجمع بين عنفات الريحية والتخزين الهيدروكهربائي (Pumped-storage hydroelectricity [الإنجليزية]). عملية الجمع هذه كانت من مشروع طويل الأمد، ومحطة تجريبية، واختبرت أيضا العنفات الريحية، نفذ هذا المشروع نوفا سكوتيا للطاقة (Nova Scotia Power [الإنجليزية])، في موقع توليد الطاقة الهيدوركهربائي ورك كوف في أواخر السبعينيات (Wreck Cove [الإنجليزية])، لكن تم إنهائه بعد عشرة سنوات. ومنذ ذلك الوقت، لم ينفذ أي نظام في أي موقع حتى أواخر عام 2010.

### الميزات
توليد الطاقة من الرياح عادة ماتكون غير مستقرة، لكن عند استخدامها في ضخ المياه إلى خزانات وعلى ارتفاع معين، تكون الطاقة الجهدية للمياه مستقرة نسبياً ويمكن استخدامها لتوليد الطاقة عن طريق إطلاقها في محطة توليد على الطاقة المائية عند الحاجة. وصف هذا الجمع بوضوح أنه مناسب للجزر غير الموصولة بالشبكات الكبيرة.

### الاقتراحات
خلال فترة 1980، اقترح عملية تركيب لهذا النظام في هولندا. وسوف تستخدم بحيرة آيسل كخزان، مع عنفات الريح مثبتة على أطرافها. أفضت الدراسات العملية إلى أن عملية التركيب ستكون في جزر ريمي (نيوفاوندلاند واللابرادور) وفي لاور برول الهندي الخاصة (Lower Brule Indian Reservation [الإنجليزية])، داكوتا الجنوبية.
أدخلت عملية التركيب في جزر ايكاريا في اليونان، كخطة الإنشاء للعام 2010.
جزيرة هييرو هي المكان الذي وضع فيه أول محطة توليد بطاقة الرياح-هيدرو في العالم. أطلقت عليها قناة كورنت (Current_TV [الإنجليزية]) اسم «خطة لمستقبل مستديم على كوكب الأرض».صممت المحطة لتغطي 80-100% من حاجة الجزيرة من الطاقة.

## وصلات إضافية
- HAMILTON SPECTATOR - Integrating fuel cell technology into wind turbine structure that can produce cryo-compressed hydrogen and oxygen that is stored on-site, and used to generate electrical power when there is no wind
- http://www.thenational.ae/arts-culture/a-blueprint-for-green
- International Association for Hydrogen Energy
- European Hydrogen Association
- RES2H2
- NREL Wind Hydrogen
- THEnergy platform "Renewables & Mining"